# John Lawrence Daly
John Lawrence Daly (* 31. März 1943 in Bournemouth, England; † 29. Januar 2004) war ein australischer Geschäftsmann und Berufsschullehrer, der bekannt wurde durch Klimawandelleugnung. Der gebürtige Brite, der von 1980 an in Tasmanien lebte, vertrat die Ansicht, dass es falsch sei wegen der globalen Erwärmung in Panik zu verfallen. Seiner Meinung nach sind die Prognosen des Intergovernmental Panel on Climate Change zur künftigen Erwärmung (1,4 – 5,8 °C bis 2100) übertrieben. Die Wissenschaft, die sich über die globale Erwärmung einig ist, lehnt seine Kritik durchweg ab. Der promovierte Meereskundler John Hunter hat sich Dalys Argumente näher angeschaut und viele Fehler entdeckt. Seit seinem Tod wird seine Website Still Waiting for Greenhouse von Jerry Brennan weitergeführt.

## Bücher
- Daly John, "The greenhouse trap: Why the greenhouse effect will not end life on earth", Bantam Books, Sydney, 1989, ISBN 0-947-189-77-7